# Universitätsspital Basel
Das Universitätsspital Basel (USB; früher Kantonsspital Basel, vor 1973 Bürgerspital Basel) ist eines von fünf universitären Spitälern der Schweiz und das grösste Gesundheitszentrum der Nordwestschweiz. Seit anfangs 2012 ist das Universitätsspital unternehmerisch selbständig. Nach der Ausgliederung aus der Staatsverwaltung des Kantons Basel-Stadt hat es nun die Organisationsform einer öffentlich-rechtlichen Anstalt.
Mit seinen 8'114 Mitarbeitenden (Stand: 31. Dezember 2022), die pro Jahr gegen 42'000 Menschen (Stand 2022) stationär behandeln, ist das Universitätsspital Basel einer der grössten Arbeitgeber der Region. Charakteristisch ist die enge Verbindung mit der Universität Basel und den in der Region ansässigen Life Sciences-Unternehmen (F. Hoffmann-La Roche, Novartis u. a.), was Lehre und Forschung auf höchstem wissenschaftlichen Niveau ermöglicht. Es gibt 46 Kliniken, die das gesamte Spektrum der Humanmedizin umfassen. Zudem gibt es acht interdisziplinär organisierte Behandlungszentren.
Die medizinische Fakultät der Universität Basel, auf die das heutige Universitätsspital Basel zurückgeht, war im Jahr ihrer Inbetriebnahme (1460) die erste Fakultät ihrer Art nördlich der Alpen.

## Lage und Architektur
Das Universitätsspital Basel liegt im Zentrum der Stadt, unweit des Rheins, und ist mit öffentlichen Verkehrsmitteln gut erreichbar. Die Gebäude sind um einen idyllischen Garten gruppiert und befinden sich in unmittelbarer Nähe des Universitäts-Kinderspitals beider Basel (UKBB).
Der Gebäudekomplex Klinikum 1, zwischen 1937 und 1945 unter der Federführung des Architekten Hermann Baur entstanden, ist ein Klassiker der Moderne und ein Beispiel für eines der frühesten Grosskrankenhäuser der Schweiz. Viele Details, speziell im Design, sind gut erhalten. 1978 wurde im Rahmen einer Gesamterneuerung das Klinikum 2 fertiggestellt. Die avantgardistische Apotheke des Universitätsspitals (1995–1997) stammt vom Basler Architekturbüro Herzog & de Meuron. Im Jahr 2002 eröffnete der von Silvia Gmür entworfene Erweiterungsbau Klinikum 1 West, im Dezember 2017 der Operationstrakt Ost mit 16 Operationssälen, Intensivstation, einem Aufwachraum sowie Zentralsterilisation.

## Geschichte

Historische Luftaufnahme des Klinikums 1 von 1945

Im Mittelalter waren meist die Klöster mit der Versorgung der Kranken betraut. In Basel zeichnete sich eine frühe Form des Spitalwesens im 1083 gegründeten Cluniazenserpriorat St. Alban ab. Zu Beginn des 13. Jahrhunderts hatte die Stadt zwei Krankenhäuser. 1260 wurde an der Rückseite der Barfüsserkirche ein neues Spital gegründet.
Einen Meilenstein in der Entwicklung der medizinischen Versorgung Basels stellt die Gründung der Universität im Jahr 1460 dar, die auch eine Medizinische Fakultät hatte, die erste nördlich der Alpen. So konnte erstmals auch eine Unterweisung von Studenten durch Ärzte am Krankenbett stattfinden.
Durch den Umzug in den Markgräflerhof an der Hebelstrasse im Jahr 1842 entwickelte sich das damalige Bürgerspital zum städtischen Krankenhaus mit Anschluss an den Universitätsbetrieb. An diesem Standort, wo sich heute noch das Universitätsspital befindet, waren anfangs neben dem Spital auch noch das Irrenhaus und ein Pfrundhaus für in Not geratene Menschen domiziliert. Die Anlage verfügte über 322 Betten. 1865 begann sich das Universitätsspital in der heutigen Form abzuzeichnen. Ein Vertrag zwischen Bürgerrat und Kanton legte fest, dass die Basler Bürgergemeinde für das Bürgerspital (sowie das Waisenhaus und das Almosenamt) zuständig sei. Der gestiegene Raumbedarf führte dazu, dass sich einzelne Kliniken in extern gelegenen staatlichen Neubauten niederliessen (Kinderspital, Augenspital, Irrenhaus und Frauenspital).

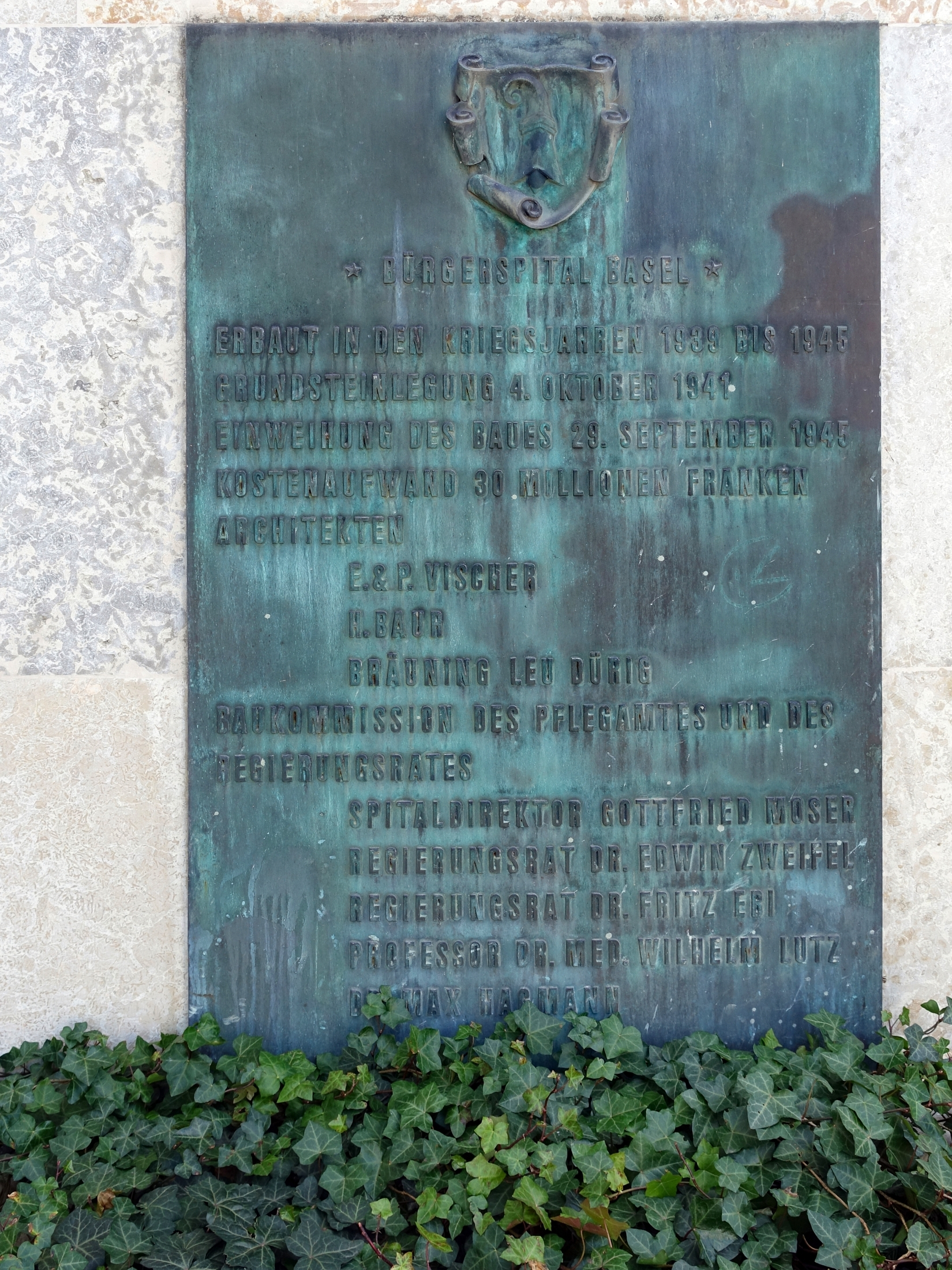
Gedenkinschrift, Universitätsspital Basel

Seine moderne Gestalt erhielt das Universitätsspital zwischen 1939 und 1945 durch den Bau des Klinikums 1 an der Spitalstrasse. Im Rahmen einer Gesamterneuerung entstand 1969 bis 1978 das Klinikum 2. Das Bürgerspital wurde 1973 Teil der Staatsverwaltung und damit zum Kantonsspital. Die Umbenennung zum Universitätsspital erfolgte im Jahr 2004. Zurzeit plant das Universitätsspital Basel Sanierungs- und Erweiterungsschritte. Der Bau des neuen Klinikums 2 am Petersgraben startete offiziell im Januar 2024. Das Gebäude der Architekten Giuliani Höngger wird einen Turm und ein Sockelgebäude umfassen.

## Lehre und Forschung
In Lehre und Forschung arbeitet das Universitätsspital Basel eng mit der Medizinischen Fakultät der Universität Basel zusammen. Das Universitätsspital stellt mehr als 1000 Plätze für die ärztliche Aus- und Weiterbildung zur Verfügung und kooperiert mit der Universität sowie anderen Institutionen in diversen Forschungsprojekten. Die Forschenden sind in nationale und internationale Forschungsprojekte eingebunden und publizieren ihre Erkenntnisse in den bedeutendsten wissenschaftlichen Journalen.

## Köpfe
Bedeutende Persönlichkeiten der Medizin haben in Basel gewirkt. Paracelsus (eigentlich: Philippus Theocrastus Bombast von Hohenheim), einer der Väter der Alternativmedizin, war Student und Dozent in Basel. Caspar Bauhin, einer der Pioniere der Anatomie, entdeckte in Basel die Ileozäkalklappe, ein Verschluss zwischen Dick- und Dünndarm, der nach ihm benannt wurde (Bauhinsche Klappe). Felix Platter gilt als Begründer der Gerichtsmedizin und ist Verfasser eines Standardwerks der klinischen Medizin («Praxeos medicae opus»; 1602–1608). Nach ihm wurde in Basel ein Geriatrie-Spital benannt. Martin Allgöwer, Ordinarius der Chirurgie zwischen 1967 und 1983, begründete den internationalen Ruf des Universitätsspitals Basel als Ausbildungszentrum für Chirurgen.

## Ausblick/Projekte
In den nächsten Jahren realisiert das Universitätsspital Basel mehrere Ausbau-Projekte im Rahmen des Projekts "Campus Gesundheit". Das neue Klinikum 2 und ein Projekt zur Neubebauung des gegenüberliegenden Geländerandes mit einem Klinikum 3 aus der Feder der Basler Architekten Herzog & de Meuron sollen der Nordwestschweiz eine Grund- und Maximalversorgung auf hohem Niveau in den nächsten Jahrzehnten sichern. Der Operationstrakt Ost wurde bereits ausgebaut und mit drei zusätzlichen Operationssälen versehen; er wurde Februar 2018 eröffnet. Im Juli 2025 wurde bekannt, dass das Universitätsspital Basel das Claraspital übernehmen wird, falls die Wettbewerbskommission (Weko) der Übernahme zustimmt. Der Neubau des Klinikums 3 werde dadurch entfallen.